# Harmonielehre (Adams)
Das dreisätzige Orchesterwerk Harmonielehre des US-amerikanischen Komponisten John Adams (* 1947) wurde 1985 uraufgeführt. Der Werktitel nimmt Bezug auf die 1911 erschienene „Harmonielehre“ von Arnold Schönberg.

## Entstehung, Uraufführung und Rezeption
Die Harmonielehre entstand 1984/85. Zu dieser Zeit war Adams Composer in Residence bei der San Francisco Symphony, und das Werk bedeutete für John Adams das Ende einer längeren Schaffenskrise. Es folgten rasch weitere Werke, so 1986 mit Short Ride in a Fast Machine eine seiner bekanntesten Kompositionen, 1987 mit Nixon in China die erste Oper.
Die Uraufführung von Harmonielehre fand am 21. März 1985 in der Davies Hall in San Francisco mit der San Francisco Symphony unter Leitung von Edo de Waart statt. Die Ersteinspielung erfolgte drei Tage später mit den gleichen Interpreten. Mehrere weitere Einspielungen liegen vor. Harmonielehre wurde bei Associated Music Publishers (G. Schirmer) gedruckt. 

## Instrumentation und Aufführungsdauer
Die Partitur der Harmonielehre von John Adams sieht folgende große Orchesterbesetzung vor: 4 Flöten (drei davon auch Piccoloflöte), 3 Oboen (dritte auch Englischhorn), 4 Klarinetten in B (zwei auch Bassklarinette), 3 Fagotte, Kontrafagott, 4 Hörner in F, 4 Trompeten in C, 3 Posaunen, 2 Tuben, Pauken, Schlagwerk mit 4 Spielern (2 Marimbas, Vibraphon, Xylophon, Röhrenglocken, Crotales, Glockenspiel, 2 hängende Becken, Effekt-Becken (Sizzle Cymbals, kleine Crash Cymbals), Glockenbaum, 2 Tamtams, 2 Triangeln, Große Trommel), 2 Harfen, Klavier, Celesta und Streicher.
Die Aufführungsdauer des Werks liegt bei etwa 40 Minuten.

## Charakterisierung
Der Werktitel nimmt expliziten Bezug auf die 1911 erschienene „Harmonielehre“ von Arnold Schönberg, einem Komponisten, zu dem John Adams in ambivalentem Verhältnis steht. Adams studierte in Harvard bei Leon Kirchner, der seinerseits Schüler Schönbergs war. Adams respektiert die Bedeutung und Meisterschaft Schönbergs, lehnt aber dessen Atonalität und Zwölftonmusik unter ästhetischen Gesichtspunkten ab. Die Harmonielehre von John Adams lässt sich als Parodie verstehen, jedoch ohne ironische Absichten. In ihr erscheinen vielfache Bezüge zur Musik um die Wende vom 19. zum 20. Jahrhundert, so zu Gustav Mahler, Jean Sibelius, Claude Debussy und dem frühen Schönberg. Als großangelegtes dreisätziges Orchesterwerk verbindet sie Techniken der Minimal Music mit der expressiven Welt der Spätromantik und des Impressionismus im postmodernistischen Sinne.
Der erste, unbezeichnete Satz entspricht nach John Adams einer 17-minütigen, umgekehrten Bogenform. Zwei „energiegeladene“ Teile umrahmen einen ausgedehnten sehnsüchtig-schweifenden Abschnitt. Die wuchtigen e-Moll-Akkorde am Beginn und Ende sind nach Aussage des Komponisten von einem Traumbild inspiriert, in dem er einen in die San Francisco Bay einfahrenden Supertanker sah, der plötzlich einer Saturn-Rakete gleich in den Himmel stieg.
Es folgt ein langsamer Mittelsatz, dessen Titel „The Anfortas Wound“ ein Ergebnis damaliger Beschäftigung Adams‘ mit den Schriften C. G. Jungs ist, namentlich dessen Auseinandersetzungen mit mittelalterlichen Mythologien und dem Charakter von Amfortas, dem auch im Richard Wagners Parsifal erscheinenden König der Gralslegende mit seiner niemals heilenden Wunde. Über langsam wechselnden Moll-Dreiklängen erklingt eine elegische Melodie der Trompete. Gegen Ende des verschattet-düsteren Satzes kommt es zu zwei dissonanten Steigerungen, deren zweite unverhohlen an den clusterartigen Neuntonakkord im Adagio-Satz der unvollendeten 10. Sinfonie von Gustav Mahler angelehnt ist.
Der eigenartige Titel des dritten Satzes „Meister Eckhardt and Quackie“ fußt wiederum auf einem surrealen Traum von John Adams, in dem er seine kleine Tochter (Kosename „Quackie“) auf den Schultern des mittelalterlichen Mystikers Meister Eckhardt sitzen sah, schwebend zwischen Himmelskörpern wie Figuren an den Decken alter Kathedralen. Als zartes Wiegenlied beginnend, gewinnt der Satz zunehmend an Geschwindigkeit und orchestraler Masse, die in einer Flutwelle der Blechbläser und des Schlagwerks über einem Es-Dur-Orgelpunkt mündet.